# ويس إدنس
ويس إدنس (بالإنجليزية: Wes Edens)‏‏ (30 أكتوبر 1961 في مونتانا - ) شخصية أعمال .